# Endocladiaceae
Endocladiaceae, porodica crvenih algi, dio reda Gigartinales. Postoje dva priznata roda s ukupno osam vrsta.

## Rodovi
1. Endocladia J.Agardh 2
2. Gloiopeltis J.Agardh 6